# American Association 1891
American Association 1891 var den tiende og sidste sæson i baseballligaen American Association. Ligaen havde deltagelse af otte hold, som hver skulle spille 140 kampe i perioden 8. april – 6. oktober 1891. I forhold til sæsonen før havde fire hold forladt ligaen. Philadelphia Athletics, Syracuse Stars og Toledo Maumees var lukket, mens Rochester Broncos var skiftet til Eastern Association. Holdene blev erstattet af Boston Reds og Philadelphia Athletics, som begge kom fra den nedlagte Players' League, samt de nyetablerede Washington Statesmen og Cincinnati Kelly's Killers. Sidstnævnet trak sig imidlertid i løbet af sæsonen og blev erstattet af Milwaukee Brewers, som kom fra Western League.
Mesterskabet blev vundet af Boston Reds, som vandt 93 og tabte 42 kampe, og som dermed sikrede sig sit første mesterskab i American Association.
Efter sæsonen blev ligaen nedlagt, men fire af holdene fortsatte den efterfølgende sæson i National League: Baltimore Orioles, Louisville Colonels, St. Louis Browns og Washington Statesmen. De resterende fem hold lukkede efter sæsonen: Boston Reds, Cincinnati Kelly's Killers, Columbus Solons, Milwaukee Brewers, Philadelphia Athletics.

## Resultater
| Plac. | Hold                       | Kampe | Vundne | Uafgj. | Tabte | Proc.  |
| ----- | -------------------------- | ----- | ------ | ------ | ----- | ------ |
| 1.    | Boston Reds                | 139   | 93     | 4      | 42    | 68,9 % |
| 2.    | St. Louis Browns           | 139   | 85     | 3      | 51    | 62,5 % |
| 3.    | Milwaukee Brewers          | 36    | 21     | 0      | 15    | 58,3 % |
| 4.    | Baltimore Orioles          | 139   | 71     | 4      | 64    | 52,6 % |
| 5.    | Philadelphia Athletics     | 143   | 73     | 4      | 66    | 52,5 % |
| 6.    | Columbus Solons            | 138   | 61     | 1      | 76    | 44,5 % |
| 7.    | Cincinnati Kelly's Killers | 102   | 43     | 2      | 57    | 43,0 % |
| 8.    | Louisville Colonels        | 139   | 54     | 2      | 83    | 39,4 % |
| 9.    | Washington Statesmen       | 139   | 44     | 4      | 91    | 32,6 % |